# Chassagny
Chassagny korábbi község (település) Franciaországban, Rhône megyében. 2018. január 1-jén Saint-Andéol-le-Château és Saint-Jean-de-Touslas községgel egyesült és Beauvallon új község része lett.
Lakosainak száma 1311 fő (2018. január 1.). Chassagny Taluyers, Saint-Andéol-le-Château, Saint-Laurent-d'Agny, Givors, Montagny és Mornant községekkel határos.

## Népesség
A település népességének változása:
| Lakosok száma | 1276 | 1314 | 1318 | 1311 |
|               | 2013 | 2015 | 2017 | 2018 |